# Wirkungsorientierte Verwaltungsführung
Die Wirkungsorientierte Verwaltungsführung (WoV) ist die Schweizer und österreichische Variante des New Public Management, die schon in der Bezeichnung das Kernanliegen verdeutlicht: die wirkungsorientierte Steuerung, also eine Ausrichtung auf die beabsichtigten Wirkungen.

## Geschichte

### Schweiz
In der Schweiz finden ab 1991 erste Reformdiskussionen von Führungskräften der öffentlichen Verwaltung im Raum Bern statt. Gleichzeitig wird das Thema einer neuen Verwaltungsführung an der Universität St. Gallen unter der Leitung von Ernst Buschor und später Kuno Schedler auch akademisch aufgenommen. 1993 starten die ersten größeren Projekte, die sich primär auf die Frage konzentrieren, wie die Elemente des New Public Management im Schweizer Kontext angewendet werden könnten. Vorreiter sind die Kantone Bern, Zürich und Luzern sowie die Städte Bern, Baden und Köniz. Ab etwa 1996 beginnt in vielen Gemeinwesen die Pilotphase: die Wirkungsorientierte Verwaltungsführung geht in den Praxistest mit der neuen Führung mit Leistungsaufträgen und Globalbudgets. Ausnahme: der Kanton Zürich geht nach einem Volksentscheid direkt in die definitive Einführung.
Ab 2000 finden diverse Evaluationen der Projekte und Entscheidungen für oder gegen die definitive Einführung statt. Parallel dazu erfolgt eine Erweiterung des Steuerungsinstrumentariums auf die mittelfristige Ebene (Aufgaben- und Finanzplanung), um die strategische Steuerung der Verwaltung zu stärken. Seit 2017 sind wichtige Elemente der Wirkungsorientierten Verwaltungsführung auch in der Bundesverwaltung eingeführt.

### Österreich
Österreich wird in Bezug auf die Verwaltungsreform nach dem Muster der Wirkungsorientierten Verwaltungsführung als „Spätstarter“ bezeichnet. Dennoch nimmt die Reform Fahrt auf, inspiriert durch die Vorbilder in der englischsprachigen Welt (New Public Management). Auf akademischer, aber auch auf den Ebenen der Politik und Verwaltung, ist damals ein intensiver Austausch zwischen den deutschsprachigen Ländern und Regionen Europas festzustellen.
Österreich zeichnet sich gegenüber etwa der Schweiz dadurch aus, dass in der Bundesverwaltung (Bundeskanzleramt) schon früh spezialisierte Reform-Einheiten geschaffen werden, die das Konzept für Österreich anpassen und vorantreiben. Mit parlamentarischen Beschlüssen in den Jahren 2007 und 2009 wird die Wirkungsorientierte Verwaltungsführung auf Bundesebene eingeführt. Die wesentlichen Elemente sind die Ergebnisorientierte Steuerung von Dienststellen, Globalbudgets, eine wirkungsorientierte Haushaltsführung und ein neues Veranschlagungs- und Rechnungssystem. Seit 2013 veröffentlicht das Bundeskanzleramt jährlich einen Bericht zur Wirkungsorientierung.

## Elemente der Wirkungsorientierten Verwaltungsführung
Die Wirkungsorientierte Verwaltungsführung basiert zunächst vor allem auf drei Säulen:
- Konkretisierung der Steuerungsvorgaben durch Leistungs- und Wirkungsziele, nicht – wie herkömmlich – durch input-orientierte Mittelbereitstellung. Das geschieht meist durch Leistungsaufträge bzw. Leistungsvereinbarungen;
- Gewährung von mehr Entscheidungsfreiraum für Verwaltungsmanager im Einsatz der Ressourcen (meist durch das Globalbudget);
- Verwendung von wettbewerbsnahen Anreizmechanismen.

Mit diesen drei Hauptelementen soll der Fokus der politischen Steuerung von (zu) starker Ressourcen- zu vermehrter Leistungs- und Wirkungsorientierung gelenkt und die strategische Perspektive gestärkt werden („Tun wir die richtigen Dinge“). Gleichzeitig soll das Management in der öffentlichen Verwaltung verbessert werden.
In der späteren Entwicklung kommt das Element der Aufgaben- und Finanzplanung dazu, das die mittelfristige Optik der Politik stärken soll.

## Verbreitung

### Schweiz
Die Wirkungsorientierte Verwaltungsführung (WoV) findet ihre größte Verbreitung auf der kantonalen Ebene. Fast alle Kantone der Schweiz haben wichtige Elemente der WoV wie etwa Leistungsvereinbarungen und einzelne Marktmechanismen eingeführt. 2007 hatten sechs von 16 Reformkantonen NPM in allen Verwaltungseinheiten flächendeckend eingeführt (Aargau, Bern, Luzern, Solothurn, Thurgau und Zürich), mit Stand 2019 waren die Instrumente und/oder Grundsätze der Wirkungsorientierten Verwaltungsführung in 12 von 26 Schweizer Kantonen vorhanden, während die übrigen den Staat weiterhin mit traditionellen Budgets und Finanzplänen steuern.
Deutlich weniger Resonanz findet die WoV bei kleinen Gemeinden unter 10'000 Einwohnern, kleineren Kantonen und in der lateinischen Schweiz. Die Kantone Zug, Schaffhausen und Basel-Landschaft lehnten eine flächendeckende Einführung beispielsweise ab. Die Städte Zürich und Dübendorf haben ihre Reformen abgebrochen.
Das Neue Führungsmodell des Bundes wurde am 1. Januar 2017 eingeführt und lehnt sich weitgehend an die Instrumente der Wirkungsorientierten Verwaltungsführung an, allerdings in einer weiterentwickelten und für die Bundesverwaltung angepassten Form.
Allerdings hat die WoV dazu geführt, dass das Public Management zu einem wesentlichen Bestandteil der Ausbildung zukünftiger Verwaltungsführungskräfte geworden ist. Seit 1998 wurden in der Schweiz nicht weniger als 11 neue Forschungs- und Lehrinstitutionen zum Public Management geschaffen, die sich aktiv in der Praxis der Verwaltungsreform engagieren. 2002 erfolgt die Gründung des Kompetenzzentrums für Public Management an der Universität Bern.
Zur WoV in der Schweiz gibt es mittlerweile eine breite Auswahl an wissenschaftlichen Beiträgen. Aktuelle Beiträge verzeichnet das Online-Verwaltungslexikon, die Diskussion wird maßgeblich auch durch die Schweizerische Gesellschaft für Verwaltungswissenschaften SGVW gefördert, die über aktuelle Entwicklungen und Neuerscheinungen berichtet.
Wegen der rechtsstaatlichen Schwierigkeiten (siehe Rechtsstaat (Schweiz)) wird die WoV in der Schweizer verwaltungsrechtlichen Literatur kritisch gesehen.

### Österreich
Während die Bundesebene die Wirkungsorientierte Verwaltungsführung bereits 2007 einführt, ist die Entwicklung in den Ländern uneinheitlich. Auf Ebene der Bundesländer und Kommunen besteht bislang keine Pflicht zur wirkungsorientierten Verwaltungssteuerung. 2018 planten drei der neun Bundesländer, die Wirkungsorientierte Verwaltungsführung zu etablieren. Das Burgenland scheint zu den frühen Reformatoren zu gehören. Die Stadt Wien führt hingegen schon 2002 die Globalbudgetierung ein, gepaart mit einem umfassenden Budgetcontrolling.

### Deutschland
In Deutschland wurden Konzepte des New Public Management unter dem Stichwort „Neues Steuerungsmodell“ eingeführt und teilweise wieder verworfen, da sie als zu technokratisch empfunden wurden. Allerdings wurde beispielsweise 2023 das „Hamburger Steuerungsmodell“ publiziert, das auf Basis der Wirkungsorientierten Verwaltungsführung entwickelt wurde und die zentralen Elemente der WoV enthält. Die Aktualität des Modells scheint damit weiterhin gegeben.

## Belege
1. ↑  Hammerschmid, G. & Hopfgartner, V. (2019). Umsetzung der Wirkungsorientierten Verwaltungssteuerung in der Bundesverwaltung. Wien: Bundesministerium Öffentlicher Dienst und Sport.
2. ↑  https://www.olev.de/w/wov.htm
3. ↑  https://oeffentlicherdienst.gv.at/wp-content/uploads/2023/02/Teil_1__Bericht_zur_Wirkungsorientierung_2013.pdf
4. ↑  Brühlmeier, D.; Haldemann, T.; Mastronardi, P. & Schedler, K. (2001): Politische Planung: mittelfristige Steuerung in der wirkungsorientierten Verwaltungsführung. Bern: Haupt ISBN 3-258-06339-7
5. ↑  Schedler, K.; Summermatter, L.; Signer, D. (2010): Politik mit Weitblick. St. Gallen: IDT ISBN 978-3-9523281-9-4
6. ↑  https://ssas-yearbook.com/articles/10.5334/ssas.146
7. ↑  Mitteilungsblatt der Schweizerischen Gesellschaft für Parlamentsfrage vom August 2008, Nr. 2, 11. Jahrgang
8. ↑  NZZ vom 28. August 2002: Auf Distanz zu New Public Management
9. ↑  Neues Führungsmodell für die Bundesverwaltung, EFD (Seite nicht mehr abrufbar, festgestellt im Juni 2024. Suche in Webarchiven)  Info: Der Link wurde automatisch als defekt markiert. Bitte prüfe den Link gemäß Anleitung und entferne dann diesen Hinweis.
10. ↑  Kompetenzzentrum für Public Management an der Universität Bern
11. ↑  Online-Verwaltungslexikon
12. ↑  Schweizerische Gesellschaft für Verwaltungswissenschaften SGVW
13. ↑  Benjamin Schindler: Verwaltungsermessen: Gestaltungskompetenzen der öffentlichen Verwaltung in der Schweiz. Dike, 2010, ISBN 978-3-03751-266-1, S. 391.
14. ↑  Biwald, Peter (2019): Gemeinde-Haushaltsreform in Österreich. Umsetzungsstand, Materialien zum Vortrag im Gutachterausschuss Finanzmanagement der KGSt am
22. November 2019 in Köln
15. ↑  Prorok Th., Wirth K. (2011) Public Management in Österreichs Städten – ein Zwischenbericht. In: Bauer H., Biwald P., Dearing E., Gutes Regieren, Konzepte-Realisierungen-Perspektiven. Wien: NWV, S. 168–182